# 버드 폴라드
버드 폴라드(Bud Pollard, 1889년 5월 12일 ~ 1952년 12월 16일)는 미국의 배우, 각본가, 영화 프로듀서, 영화 감독, 감독이다.
미국에서 태어났으며 컬버시티에서 사망하였다. 사인은 심근 경색이다.

## 영화
- 헐리우드 가는 길 (1947년)
- 룩-아웃 시스터 (1947년)
- 비웨어 (1946년)
- 빅 타이머스 (1945년)
- 이상한 나라의 앨리스 (1931년)